# Theocharis av Neapolis
Theocharis av Neapolis (grekiska: Θεοχάρης ὁ Νεαπολίτης), född okänt datum, död den 20 augusti 1740, är ett grekiskt-ortodoxt helgon och martyr.
Hans helgondag är den 20 augusti.

## Biografi
Theocharis av Neapolis var av kappadokiskt grekiskt ursprung. I ung ålder blev han även föräldralös.
1740 hamnade han i ett koncentrationsläger och blev fängslad tillsammans med andra kristna barn. Han blev senare upptäckt av Nevşehirs guvernör och blev han frisläppt. Guvernören tog med Theocharis  till hans hem med anledning av att ta hand om djuren.
Väl hemma hos guvernören föreslog han att Theocharis skulle giftas bort tillsammans med hans dotter, vilket innebar att han skulle konvertera till islam. Theocharis vägrade att lämna hans östortodoxa kristna tro och att konvertera, vilket ledde till att blev hotad med tortyr.
Efter några dagar upprepade guvernören sina förslag. Theocharis höll fortfarande fast i att han vägrade konvertera till islam. Detta ledde till att han blev grovt torterad och till slut stenad och hängd vid middagstid den 20 augusti 1740.
Sedan 1923 har Theocharis reliker bevarats i en kyrka upkallad efter Sankta Katarina.